# Black Mokette
Black Mokette è il primo disco solista del cantautore italiano Mao, pubblicato dalla Sony Music il 19 settembre 2001. Il disco è stato artisticamente co-prodotto da Morgan.

## Tracce
1. L'effetto che fa (una sconfitta in due) – 2:43 (testo: Mauro Gurlino, Marco Castoldi - musica: Mauro Gurlino)
2. Prima di addormentarmi – 3:45 (testo: Mauro Gurlino, Luca Urbani - musica: Mauro Gurlino)
3. Io me lo voglio permettere – 5:26 (testo e musica: Mauro Gurlino)
4. Un mondo diverso – 3:31 (testo: Mauro Gurlino - musica: Mauro Gurlino, Marco Castoldi)
5. La sensazione che mi dai – 3:47 (testo e musica: Mauro Gurlino)
6. Senza zucchero – 4:05 (testo: Mauro Gurlino, Federico Zampaglione - musica: Mauro Gurlino)
7. Perfetta – 4:27 (testo: Mauro Gurlino, Marco Castoldi - musica: Mauro Gurlino)
8. Vorrei parlare come te – 3:04 (testo e musica: Mauro Gurlino)
9. Se mi chiedessi perché – 5:24 (testo: Mauro Gurlino - musica: Mauro Gurlino, Marco Castoldi)
10. Numero 01 – 9:00 (musica: Mauro Gurlino, Marco Castoldi, Luca Urbani)

## Singoli
Singoli (CD)
- 2001 - Prima di addormentarmi
- 2001 - Un mondo diverso

## Videoclip
- 2001 - Prima di addormentarmi (regia di Fabio Jansen)[1]
- 2001 - Un mondo diverso (regia di Lorenzo Vignolo)[2]

## Crediti
- Preproduzione: Studio Mercanti di Malaga (Torino)
- Assistente di produzione: Daniele Marsano
- Registrato alle Officine Meccaniche (Milano) tra settembre ed ottobre 2000
- Programmazioni ed editing: Max Costa
- Ingegnere del suono: Celeste Frigo
- Assistente alla registrazione: Peppe De Angelis
- Mixato allo Star Studio (Roma) e Officine Meccaniche (Milano)
- Masterizzato al Nautilus (Milano) da Claudio Giussani
- Produttori artistici: Morgan e Mao
- Marco ‘Morgan’ Castoldi e Sergio Carnevale appaiono per gentile concessione Noys Columbia Sony Music
- Progetto grafico: Forcolini.Lab (Thomas Berlotta)
- Fotografie: Rocco Fatibene
- Produttore esecutivo: Valerio Soave (Mescal)
- Segretaria di produzione: Luisa Cavalleris
- Ufficio stampa e promozione: Manuela Longhi ed Elena Lattore
- Booking: Alessandro Ceccarelli
- Edizioni musicali: Essequattro Music Italia S.r.l. / Bmg Ricordi S.p.a.

## Curiosità
- Nel versione originale del videoclip della canzone Un mondo diverso, la scena finale vedeva Mao ballare e suonare la chitarra con alle spalle una parete formata da tre enormi fotografie: un campo di fiori, un lago con capanne thailandesi e lo skyline di New York con le Torri Gemelle. Il videoclip venne mandato in onda pochi giorni prima dell'11 settembre 2001, per poi essere immediatamente ritirato. Una settimana dopo iniziò ad essere trasmessa una versione alternativa con la scena finale appositamente rimaneggiata (nella versione originale, infatti, Mao sorridendo faceva con la mano il segno di vittoria, con sfondo il World Trade Center).
- Morgan, co-produttore insieme a Mao di Black Mokette, ritiene il disco il più bello su cui abbia lavorato nella sua carriera.[3]